# Museo del Mar (Lloret de Mar)
El Museo del Mar (en catalán: Museu del Mar) es un museo marítimo de Lloret de Mar, Cataluña (España), ubicado en la antigua casa indiana de Can Garriga.
En 1981 el Ayuntamiento adquirió la casa Garriga. El proyecto de reforma y restauración fueron realizados por los arquitectos Martorell, Bohigas y Mackay, y el diseñador Lluís Pau.

## El museo

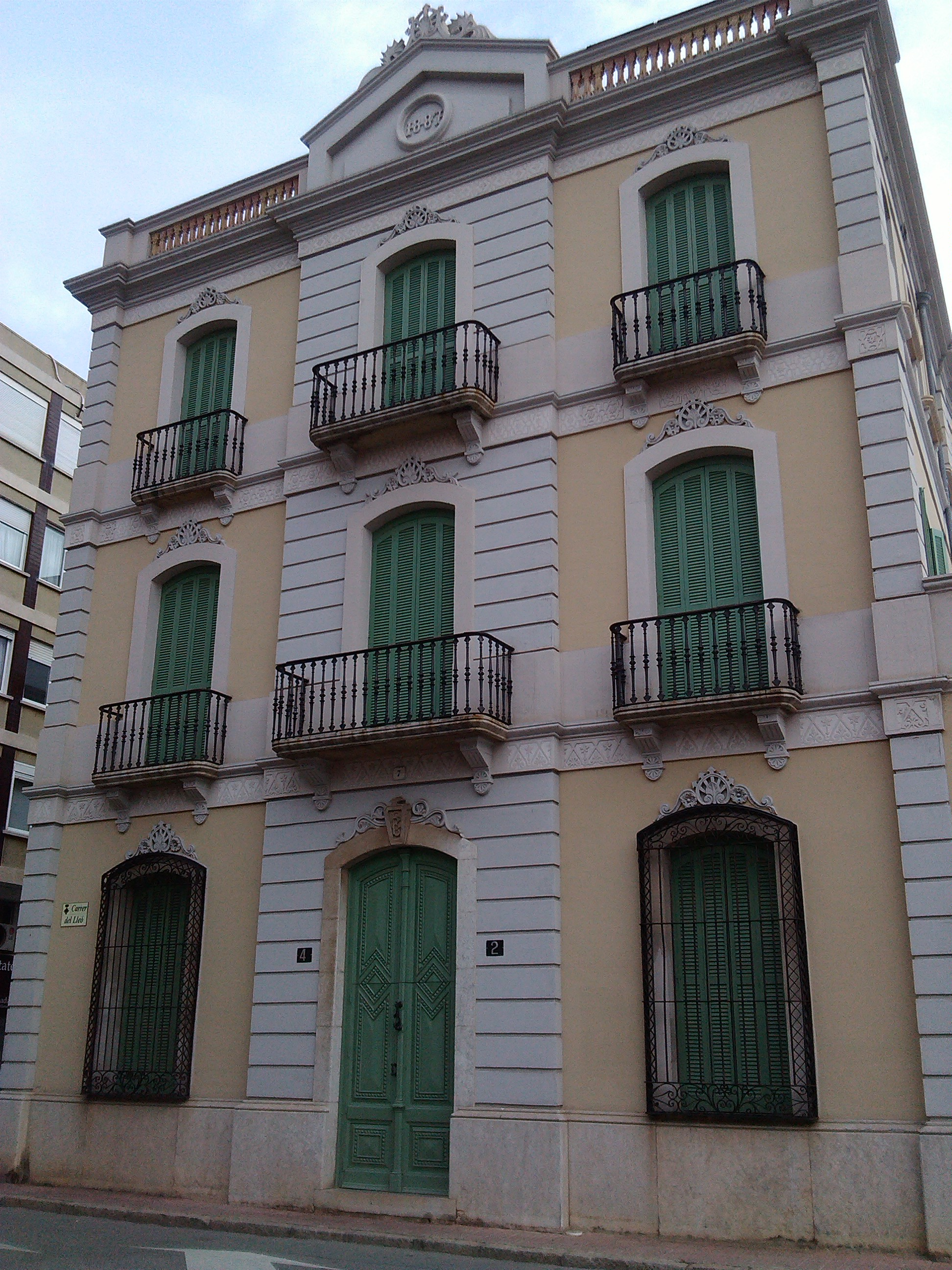
Fachada de Can Garriga

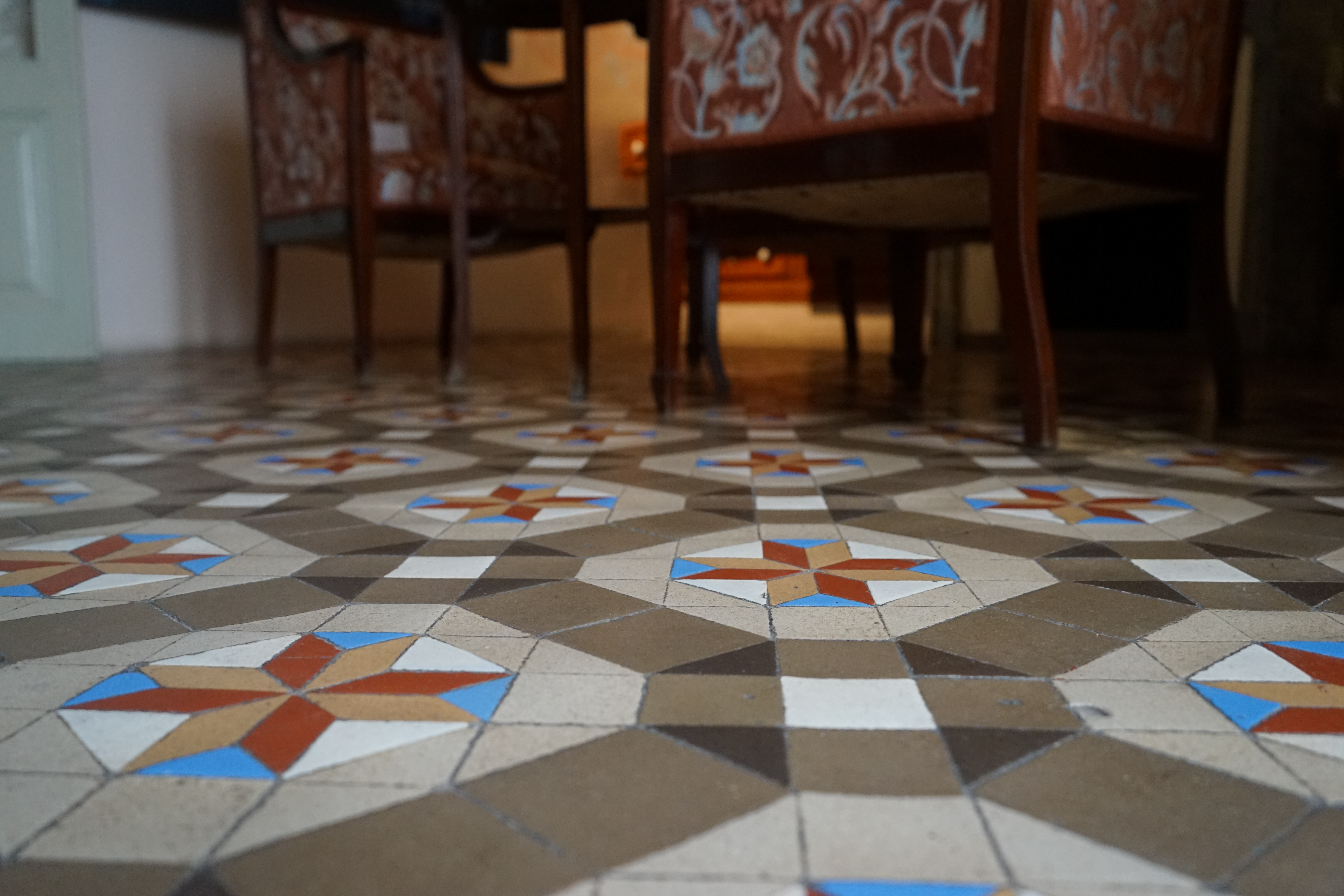
Suelo de Can Garriga

El Museo del Mar es la puerta de entrada al MOLL (Museo Abierto de Lloret). La sede de este centro cultural es Can Garriga, una casa indiana de tres plantas con gran valor histórico y patrimonial que el Ayuntamiento adquirió en el año 1981.
El museo cuenta con una importante colección de maquetas navales, que los expertos califican de extraordinaria, y otra de objetos y materiales relacionados con el mundo de la vela, que contribuyen a la comunicación de la cultura y la historia de Lloret.
La visita al museo es como un viaje, que se inicia con los recuerdos de una relación que se pierde en el tiempo, donde Lloret y el mar se funden. Continúa con los viajes y el comercio de cabotaje por el Mediterráneo y las grandes aventuras de altura de los pilotos y navegantes lloretenses.
Se cierra con la desaparición de estos grandes viajes a manos del vapor, la pérdida de las colonias en 1890 y el retorno de los que se fueron, algunos con fortuna. Para terminar, se muestra todo lo que estos hechos han dejado a dicha población en forma de patrimonio.

## Recorrido por el museo
El Museo del Mar se organiza en una serie de àmbitos:

### 1. Hijos del mar
La ola del tiempo. La historia de Lloret es un acercamiento constante y progresivo con el mar para buscar de manera decidida la apertura a nuevos horizontes. Es también la historia de las vivencias de personas emprendedoras, que nunca han olvidado lo que el mar les ha brindado. Quizás esto ha otorgado la naturalidad en el trato, el bagaje y las experiencias que aportan las personas llegadas de aquí y de allá.
El hogar de los Garriga Mataró. Corría el año 1888 cuando Enric Garriga i Mataró hizo construir esta casa. Con su hermano, Joan Baptista, partieron hacia América, 22 años atrás, y se instalaron en la ciudad cubana de Cienfuegos, donde fundaron unos almacenes de madera y materiales para la construcción, llamados Garriga Hnos. y Muro.
Las cosas debían ir bien en Garriga Hnos. y Muro porque en 1871 compraron parte de la polacra “Unión”, de la que Salvador Garriga i Mataró sería el capitán hasta 1879. En aquel momento la navegación a vapor empezaba a ganar terreno a la de vela.

### 2. Mediterráneo
Sacar provecho al viento.  Madera, cordaje, clavos, telas y poca cosa más se transforman en artefactos mecánicos simples, trabajados por el esfuerzo del hombre y sus herramientas. Máquinas capaces de surcar las aguas del mar aprovechando la fuerza del viento, que tensa la vela latina, la vela del mar Mediterráneo.
El cabotaje, el comercio de nuestro mar. El cabotaje es la navegación comercial de puerto a puerto que resigue la costa, evitando adentrarse en mar abierto. Es un tipo de navegación muy característica del Mediterráneo. La navegación de cabotaje de Lloret –y por extensión, de gran parte de la costa catalana– fue la auténtica circulación sanguínea que, tiempo atrás, mantenía viva la economía marítima del país. Las naves que partían de Lloret llegaban a los principales puertos catalanes y valencianos, y también al puerto de Cádiz, desde donde partían los grandes veleros hacia las Américas. De la navegación de cabotaje lloretense se tienen noticias desde el siglo XIV, pero fue en la segunda mitad del siglo XVIII y a lo largo del siglo XIX cuando tomó más desarrollo.
Las vivencias de un viaje: de Lloret a Cádiz. Bravura, oficio, valentía, viento y una sencilla nave de cabotaje eran los ingredientes básicos necesarios para los navegantes lloretenses de los siglos XVIII y XIX, que emprendían viaje hacia los puertos de pueblos y ciudades del litoral. Cargaban materiales y productos propios de un lugar para transportarlos hacia otro, donde zarparían con nueva carga.

### 3. Las puertas del océano

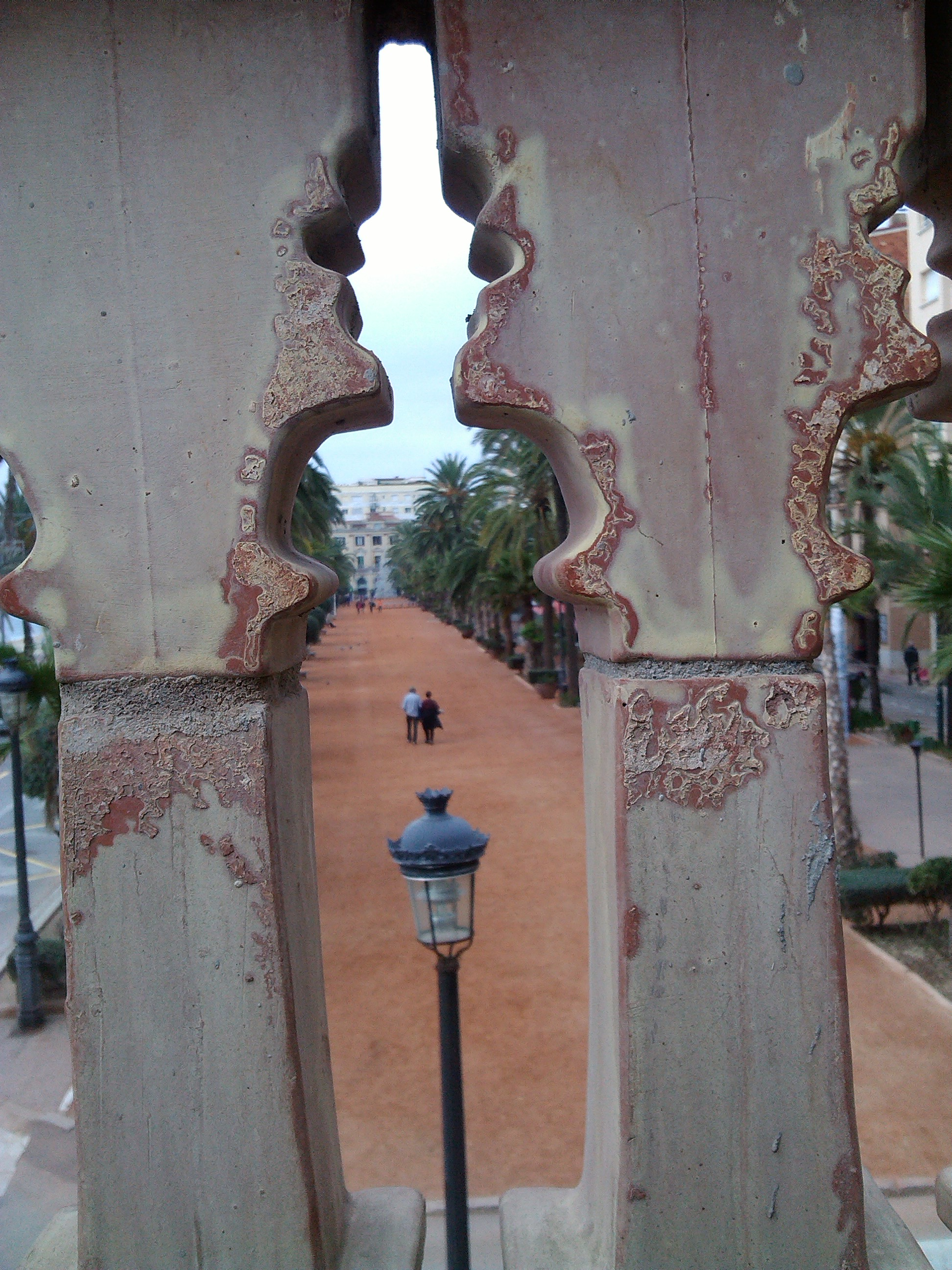
El Paseo Verdaguer visto desde Can Garriga

Navegando por el mundo. Cuando se abrieron las rutas oceánicas, de las dársenas lloretenses salieron los grandes veleros, que durante más de sesenta años fueron el motor del gran desarrollo de la ciudad.
A golpe de azuela: la construcción de barcos de altura. Con el impulso del libre comercio con América, las dársenas lloretenses adquieren más importancia y de ahí saldrán cerca de 150 barcos de altura. La playa de Lloret se llena de embarcaciones: goletas, polacras, bergantines y fragatas, construidas con las manos y el esfuerzo de carpinteros de ribera, veleros, calafateros y otras personas de oficio.
Un comercio de riesgo. Los principales sistemas de financiamiento del negocio marítimo eran esencialmente tres: participar en el negocio de la madera o ser partícipe en la propiedad del barco; participar en la dotación, es decir, invertir en los productos objeto del comercio de la nave en sus expediciones y, finalmente, prestar dinero a un alto interés pero a riesgo de pérdida en el mar.
Moviendo la carga. Las décadas centrales del siglo XIX son las más intensas en la historia colonial de Cataluña, tanto en lo que se refiere al comercio como por la gran oleada de emigración que se produjo hacia América.
Los linajes marineros de Lloret. En Lloret existe una importante representación de linajes marineros, formados, principalmente, por patrones, pilotos y capitanes, que comandaron barcos mercantes en todos los mares, pero especialmente en la ruta de América. Su aventura marítima enlaza a menudo con una experiencia comercial en sociedad con negociantes establecidos en ultramar.
El legado de los americanos. Durante el siglo XIX emigraron al nuevo continente muchos jóvenes lloretenses, principalmente a Cuba.
Para tener la condición de indiano o americano era necesario ir a América pobre, hacer fortuna y volver con una buena cantidad de dinero que permitiese vivir de renta.

### 4. Lloret después de los veleros
El mar, el bosque y los huertos. A pesar de la larga tradición marinera de Lloret, la población no había dejado nunca de mirar también hacia tierra. Los trabajos domésticos se hicieron más patentes desde finales del siglo XIX en adelante. En los meses de verano, se podían ver campesinos que bajaban a la playa para bañar una de sus herramientas de trabajo más preciadas, los caballos.
El mar seguía ofreciendo a los lloretenses su cara menos aventurera, pero no menos arriesgada: la pesca, una actividad que nunca se había dejado de practicar en el pueblo. Por otro lado, el bosque seguía siendo una fuente de materias primas para sus gentes, que seguían explotando sus frutos: corcho, madera y carbón. Sin embargo, quizás el mejor testimonio de aquel diálogo entre la tierra firme y el mar lo dan los huertos, que durante años estaban justo al lado de la playa.
La vida de un pueblo. Las mujeres iban a lavar la ropa en la riera y hacían un tenderete en la playa para secarla al lado de las redes extendidas. En las casas que no tenían alumbrado eléctrico, el quinqué de petróleo suspendido con un alambre colgaba de una viga. En las largas noches de invierno, pescadores, labradores y forestales pasaban el rato bebiendo un vaso de vino y cantando. Los muchachos, en el barrio y bajo la luz del alumbrado público, levantaban la voz jugando con cartones o a policías y ladrones. Era la época de las fiestas, tradiciones y cultura de un tiempo pasado, cuando la vida del pueblo giraba alrededor de las calles, la plaza Mayor, el casino y el lavadero.

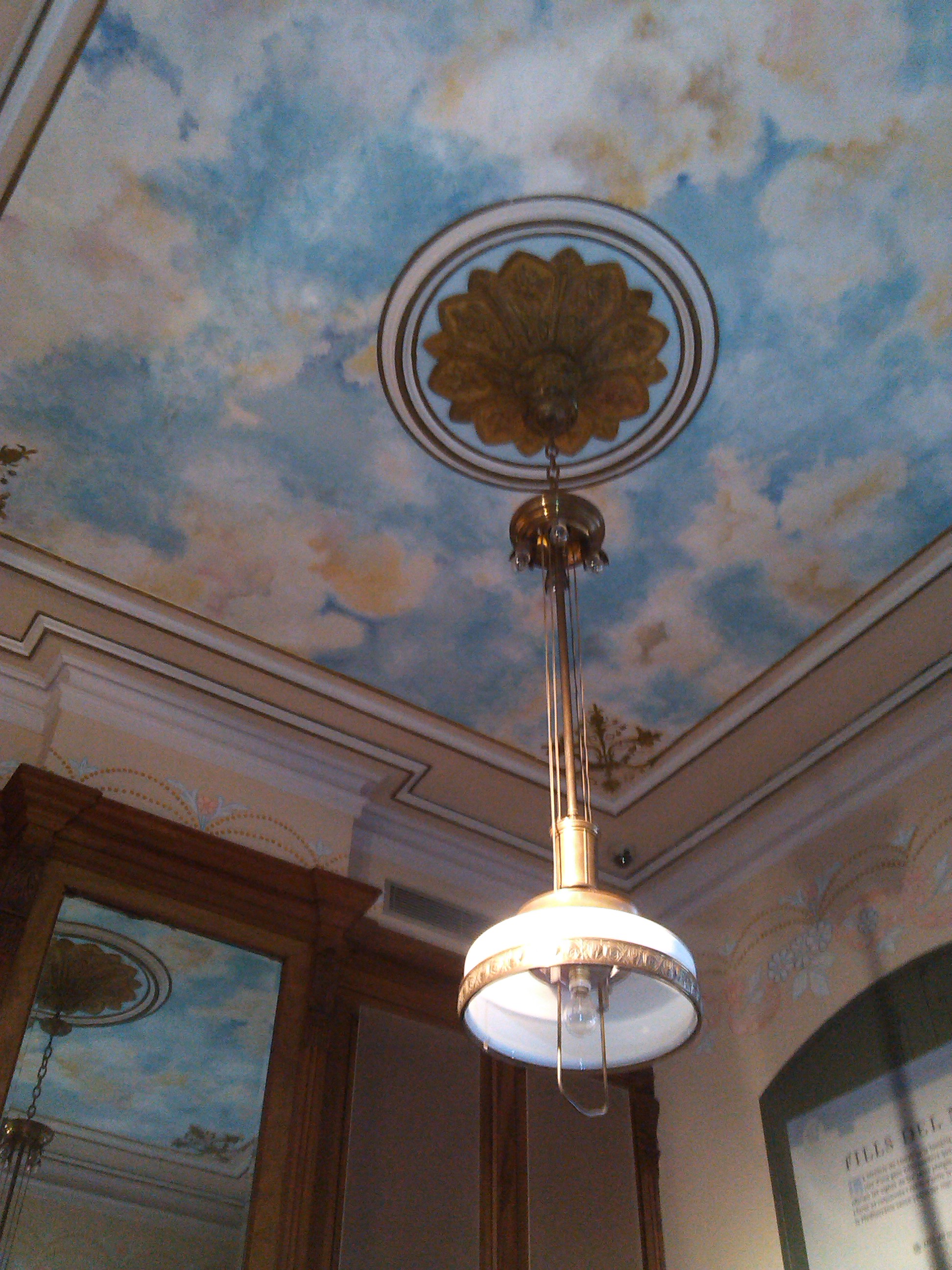
Detalle de la decoración interior de Can Garriga

### 5. Más allá de la playa
Lloret mira hacia el futuro. Lloret de Mar ha asumido el reto iniciando una nueva etapa, que incluye un proyecto ya en marcha, que pretende potenciar la oferta de turismo cultural. Una propuesta integral que presenta Lloret como un gran museo al aire libre. Y esto es así porque el tiempo ha legado a la población un patrimonio, que de una manera u otra se vincula con el mar: jardines que miran al mar, caminos de ronda, poblados ibéricos al lado de la playa, casas de indianos, una colección de maquetas de embarcaciones, unas tradiciones marineras, una historia intensa de navegantes y navieros o una colección fotográfica del Lloret de los campesinos y pescadores. Todo esto con el objetivo de explicar de dónde viene, qué ha sido y cómo es esta población con sabor a mar.
La puerta del Lloret invisible. Más allá de la playa de Lloret, donde todavía se oye el murmullo del mar y la brisa, se extiende un territorio amplio que bebe del mar y su espíritu, pero que deja atrás la playa, el ruido de los bañistas y el rastro de helado que ha dejado un niño en el suelo del paseo. Un Lloret repleto de recuerdos y memoria, de rincones desconocidos y de caminos por recorrer, de sorpresas que encontrar y jardines donde reposar… Para descubrir Lloret debe atravesarse la puerta que hay más allá de la playa.

## Piezas y elementos destacados
- Mobiliario original de la casa Garriga. Conjunto de butacas y mesita de estilo modernista. Madera de caoba y tapizado con motivos florales.[7]
- Retrato de la Sra. Josefa Garriga. Retrato de la Sra. Josefa Garriga, propietaria de la casa donde actualmente se encuentra el Museo del Mar. Fotografía coloreada con óleo.[8]
- Mare Nostrum. El tipo de navegación más antiguo es el de cabotaje, que consiste en ir resiguiendo la costa y no adentrarse en mar abierto. Desde la época de los griegos se utilizaba este sistema. En Lloret, las naves que zarpaban de sus playas iban hasta los principales puertos de Cataluña y llegaban hasta Cádiz, para salir, desde allí, hacia América.[9]
- Sala de embarcaciones de cabotaje. En esta sala podemos encontrar una muestra de embarcaciones de cabotaje construidas en las dársenas de Lloret de Mar. Las diferentes embarcaciones de cabotaje son el londro, el jabeque, el pingue, el queche, la tartana, la bombarda y el laúd de tráfico.[10]
- Mascarón de proa de la embarcación Blanca Aurora. Un ejemplo del tipo más tradicional de mascarón es el que ornó la proa de la corbeta “Blanca Aurora”, construida en Lloret de Mar en 1848 en las dársenas de Agustí Pujol. Fue tallado por Francesc Pascual Granés y representa a Maria Parés, hija del capitán y armador Silvestre Parés, la cual murió joven. En el año 1883 el mascarón vuelve a Lloret desde Río de Janeiro y la pieza original, en tiempos de la Guerra Civil, fue depositada en el Museo Marítimo de Barcelona, donde todavía se conserva. La que podemos observar en el Museo del Mar es una digna reproducción de este.[11]
- Baúl. Baúl del siglo XIX en piel y color negro. Presenta numerosas etiquetas de la época pertenecientes a la facturación del equipaje.[12]
- Jábega “Nuri”. Barca mediana de luz o jábega. Laúd utilizado en la pesca con arte de jábega.[13]
- Vestido del Baile de Plaza del año 1949”. Vestido que Núria Surís Vilaró, obrera de Santa Cristina, utilizó para bailar el tradicional Baile de Plaza en el año 1949. Los encajes de bolillos de hilo de algodón blanco, cuyo diseño es una abstracción vegetal que se repite siguiendo un efecto espejo, son de finales del siglo XIX. Se trata de un conjunto de tres piezas formado por el vestido con faldellín y el viso interior. Este vestido ha sido cedido por la Obrería de Santa Cristina al Museo del Mar.[14]
- Jardines de Santa Clotilde”. Los jardines, diseñados al estilo de los antiguos jardines del Renacimiento italiano, fueron realizados por Nicolau Rubió i Tudurí a los 28 años, cuando todavía estaba en plena efervescencia la admiración por su maestro en el arte de la jardinería: Forestier. Está formado por terrazas que se superponen, caminos que se entrecruzan, rampas y escaleras que forman el trazado del jardín. Destaca una colección de estatuas de mármol de estilo neoclásico y las Sirenas, de la escultora Maria Llimona.[15]

- Castillo de Sant Joan”. Data de inicios del siglo XI d. C., posiblemente en época de la señora Sicardis y sus hijos, señores de Lloret (1041-1110). La protección del castillo como bien cultural de interés nacional, según el decreto de 22 de abril de 1949, lo salvó de su derribo en los años sesenta. Después de unas primeras excavaciones arqueológicas en los años 1965-68 y 1983, en el año 1992 se acabó de restaurar la torre del homenaje, desde donde se puede disfrutar de una vista extraordinaria.[16]